# Isoxyela rudis
Isoxyela rudis (лат.) — ископаемый вид пилильщиков рода Isoxyela из семейства Xyelidae. Обнаружен в раннемеловых отложениях Китая (провинция Ляонин, Huangbanjigou, Shangyuan Town, Yixian Formation, барремский ярус, около 125 млн лет). Длина тела 11,2 мм, длина переднего крыла 8,1 мм.
Вид Isoxyela rudis был впервые описан в 2000 году китайскими энтомологами Х. Чжаном и Ж. Чжаном (H. C. Zhang, J. F. Zhang, Китай) вместе с видами Angaridyela endemica, A. robusta, A. suspecta, A. exculpta, Ceratoxyela decorosa, Heteroxyela ignota, Lethoxyela excurva, L. vulgata, Liaoxyela antiqua, Sinoxyela viriosa.
Включён в состав рода Isoxyela и трибы Ceroxyelini (Macroxyelinae). Сестринские таксоны: Ceroxyela, Sinoxyela.